# Dorothy Carrington
Frederica Dorothy Violet Carrington, Lady Rose (6 de junio de 1910 - 26 de enero de 2002) fue una escritora británica expatriada que vivió más de la mitad de su vida en Córcega. Fue una de las principales estudiosas del siglo XX de la cultura y la historia de la isla, sobre la que escribió numerosos libros y artículos.

## Primeros años
Dorothy Carrington nació en Perrotts Brook, Gloucestershire, Reino Unido. Fue hija del general de división Sir Frederick Carrington, conocido por aplastar la rebelión de Matabele y amigo de Cecil Rhodes. Su padre murió cuando Dorothy tenía tres años. Su madre, Susan Elwes, una anfitriona eduardiana interesada en la política liberal, la filosofía, las artes y la música, llevó a la joven Dorothy a conciertos y ballets. Vio a la reina de las hadas de Diaghilev y a Anna Pavlova bailar la muerte del cisne; ambas experiencias quedaron como vívidos recuerdos. Ganó su primer premio de poesía a los ocho años. Dos años más tarde, cuando murió su madre, se fue a vivir con los parientes de su padrastro en una gran mansión de campo. La sensación de estar aislada y sola la acompañó hasta el final de su vida. Posteriormente, fue educada en St Margaret's Hall, Oxford, experiencia que no le agradó. En 1936, se casó con el austriaco Franz Otto Resseguier Waldschutz, cuyas propiedades familiares en Polonia habían sido destruidas durante la Primera Guerra Mundial. Franz se fue a Rhodesia, donde ella se unió a él por corto tiempo, pero la naturaleza salvaje no le atraía, por lo que regresó a Europa en 1937. Franz, sin embargo,  prefirió Rhodesia, se quedó allí y construyó una propiedad llamada Wilton. Se divorciaron en 1937. Un segundo matrimonio, con Darcy Sproul-Bolton, terminó con su muerte a fines de la década de 1930. Se relacionó con la intelectualidad de París y Viena, viviendo un estilo de bohemia internacional, y se interesó por el socialismo. Luego se sumergió en el mundo del arte de Londres y en 1942 organizó una exposición en las Galerías de Leicester, "Arte imaginativo desde la guerra". Uno de los expositores era el pintor surrealista Sir Francis Rose, con quien se casó poco después. Rose era el hijo homosexual de una glamorosa madre franco-española y un baronet escocés que murió en la Primera Guerra Mundial y había trabajado en el estudio de Picabia y Fernand Léger en Antibes, diseñó en 1929, los decorados y vestuarios de los ballets rusos de Diaghilev, y expuso en 1930 en París, con Salvador Dalí, en la galería de Marie Cuttoli. Su pasión por el arte y la filosofía la llevó a interesarse por Carl Jung y el arte surrealista, y su asociación con Rose la llevó aún más al mundo del arte internacional. Felix Topolsky le presentó a Picasso. Conoció a Gertrude Stein y Alice B Toklas, y fue amiga de Elias Canetti. Como Lady Rose, modeló los diseños textiles de su esposo y fue fotografiada por Cecil Beaton.

## Córcega
En julio de 1948, Carrington y Rose hicieron el primero de cuatro viajes a Córcega. A través de un amigo, Jean Césari, excombatiente de la Francia Libre, fue descubriendo la isla de forma paulatina. Tenía la intención de escribir un libro y luego seguir camino, pero en 1954 se instaló en Ajaccio, sin Rose, del cual se divorció  en 1966, pero con el cual permaneció en contacto hasta su muerte en 1979. Los comienzos de la aventura corsa no fueron fáciles. Carrington se ganaba la vida como podía, escribió artículos para la prensa local e internacional y trabajó como traductora simultánea en conferencias en Ajaccio o Bastia, también trabajó como guía turística para visitantes extranjeros. Siguiendo los pasos de Edward Lear, Prosper Mérimée, Paul Valéry, Gustave Flaubert, Alexandre Dumas, James Boswell, Jean-Jacques Rousseau y otros visitantes de la isla, quienes se convirtieron en fuentes de inspiración para su actividad literaria. Carrington se transformó en una exploradora  de la cultura, la arqueología y la historia del lugar. Se familiarizó con la vida tradicional y perfeccionó sus herramientas conceptuales a través de innumerables entrevistas con pastores, agricultores y pescadores. No solo sacó a la luz el megalítico y otros restos de Córcega, sino que también hizo público el texto original del siglo XVIII de la primera constitución democrática escrita del mundo, de Pasquale Paoli, sobre la que dio conferencias en todo el mundo.

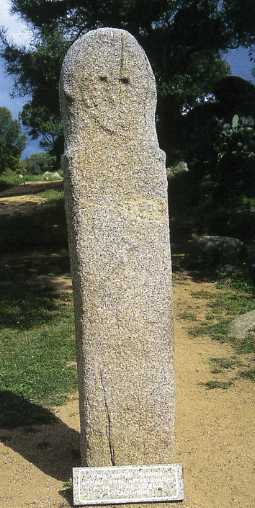
Menhir IV en Filitosa

En parte como resultado de su trabajo, los arqueólogos franceses fueron persuadidos de viajar a Córcega y estudiar el ahora famoso sitio megalítico de Filitosa. En 1971 escribió su obra maestra, Granite Island. Los trabajos posteriores incluyeron Los cazadores de sueños de Córcega (Mazzerismo), que examinó el lado oscuro y amenazante de la psique corsa, y Napoleón y sus padres en el umbral de la historia. También se interesó por la cuestión social en Córcega a lo largo de la historia, publicando varios artículos al respecto. En junio de 1993, en el ayuntamiento de Ajaccio, Carrington recibió el premio literario de la Sociedad Napoleónica de América. Fue miembro de la Royal Historical Society y de la Royal Society of Literature. En 1986 fue nombrada Chevalier de l'Ordre des Arts et des Lettres. La Universidad de Córcega le otorgó un doctorado honorario en 1991 y la reina le otorgó la Orden del Imperio Británico. Granite Island ganó el premio Heinemann de la Royal Society of Literature.
Cuando en los años 1995 aparecieron preocupantes excesos étnicos y racistas entre una minoría de estudiantes corsos, Carrington, miembro del colectivo antirracista Ava Basta (¡Basta!), intervino enérgicamente en la prensa local (19 de diciembre de 1995 ): “Cultura corsa no significa etnia corsa... es una mezcla de etnias que ha contribuido a formar la cultura de la isla. Siempre ha sido un cruce de caminos y un lugar de acogida."
Sus restos reposan en el Cementerio Marino de Sanguinaires (Ajaccio).

## Obras
The Traveller's Eye  (1947)
The Mouse And The Mermaid (1948)
This Corsica - The Complete Guide (1962)
Granite Island: Portrait Of Corsica (1971)
Napoleon And His Parents On The Threshold Of History (1988)
The Dream Hunters Of Corsica (1995)